# Semaeopus munata
Semaeopus munata là một loài bướm đêm trong họ Geometridae.